# 圓頭南乳魚
圓頭南乳魚，為輻鰭魚綱胡瓜魚目南乳魚科的其中一種。分布於南美洲智利的蒙特港淡水溪流，體長可達10.7公分，棲息在底中層水域，屬肉食性，生活習性不明。

## 擴展閱讀
維基物種上的相關：圓頭南乳魚